# Scaura latitarsis
Scaura latitarsis är en biart som först beskrevs av Heinrich Friese 1900.  Scaura latitarsis ingår i släktet Scaura och familjen långtungebin. Inga underarter finns listade i Catalogue of Life.